# Alžběta z Pilicy
Alžběta z Pilicy (polsky: Elżbieta Granowska z Pileckich; 1372 – 12. květen 1420) byla jako třetí manželka polského krále Vladislava II. Jagella polská královna.

## Život

### Původ, mládí
Natrodila se jako jediné dítě sandoměřského vojvody Ottona z Pilicy a Hedviky Melsztyńské, kmotry Vladislava II. Její život byl bouřlivý a plný zvratů. Po smrti otce v roce 1384 se stala jako jediný jeho potomek dědičkou obrovského majetku: zdědila statky Łańcutské a Pilicu. Poručenství nad neplnoletou dívkou vykonávala Ottonova vdova, Alžbětina matka Hedvika.

### Královna
Když roku 1416 zemřela druhá manželka polského krále Vladislava II. Jagella Anna Celjská, jež dala králi pouze jednu dceru, bylo třeba spřádat plány na další jeho sňatek. Vladislavovi se nejvíce zamlouvala vdova po Granowském, Ottonova dcera Alžběta. Jejich svatba se uskutečnila 2. května 1417 v Sanoku a 19. května byla Alžběta na hradě Wawel korunována polskou královnou. Manželství bylo terčem kritiky, protože mnozí byli toho názoru, že pětašedesátiletý král, který měl z předchozích manželství jen jednu přeživší dceru, by se měl oženit s mladší ženou (Alžbětě bylo pětačtyřicet let), která by mu mohla dát více dětí. Manželství však netrvalo dlouho – okolo roku 1419 Alžběta onemocněla a vykazovala symptomy tuberkulózy. V roce 1420 v Krakově zemřela.

### Manželství, potomci
Manželství s Vladislavem II. nemělo být Alžbětiným prvním, před tímto sňatkem měla mít dokonce několik manželů: Wiseła Czambora, Jana z Jičína a Wincentyho Granowskiho.
Její (údajně třetí) manželství s Granowskim trvalo 13 let a měli spolu dva syny a tři dcery, než 12. prosince 1410 zemřel.
- Hedvika, ⚭ po 10. květnu 1404 Jan z Leksandrowic,
- Otton,
- Alžběta, ⚭ v březnu 1418 opolský kníže Boleslav V. Heretik,
- Jan, zakladatel rodu Pileckých erbu Leliwa,
- Ofka, ⚭ kolem 1423 Jan z Jičína, pastorek její matky Alžběty z Pilicy

Toto manželství je také jediné jisté. Řada historiků (např. Klemens Kantecki) její život představuje v jiném světle. Zpochybňují první dvě Alžbětina manželství (s Wisełem a Janem), dokonce existuje hypotéza, že Jan z Jičína byl fiktivní postavou. Datum jejího narození posouvají do roku 1382, byla by tedy o deset let mladší a v době sňatku s Vladislavem II. by jí bylo 35 let. Autorem informací o předchozích Alžbětiných manželstvím snad byl polský kronikář Jan Długosz, který si je vymyslel, aby zdiskreditoval Alžbětu, pocházející sice z dobrého, ale ne královského rodu. současníci se ji kvůli jejímu nižšímu původu pokoušeli tímto způsobem zdiskreditovat. Předmětem diskusí je rovněž datum jejího narození – zvažuje se možnost, že se mohla narodit až v roce 1382.